# The Ultimate Dance Battle (seizoen 2)
Het tweede seizoen van The Ultimate Dance Battle werd uitgezonden in België door VTM en in Nederland door RTL 5. In beide landen gingen de show van start op 4 maart om uiteindelijk de finale op 6 mei te houden. De show werd gepresenteerd door Sean D'Hondt en Lieke van Lexmond. Dan Karaty presenteerde zelf ook een deel en is tevens de juryvoorzitter. In de jury zaten Michel Froget, Jaakko Toivonen, Min Hee Bervoets, Thom Stuart en Vincent Vianen.
Uiteindelijk won Hip Hop choreograaf Vincent samen met zijn crew de show. Vincent won € 25 duizend en elke danser uit zijn gevormde crew € 5 duizend.

## Audities
Honderd professionele dansers, geselecteerd door Dan Karaty, moesten eerst auditeren voor Dan. Alle dansers moesten verschillende 'challenges' doen. In de challenges waren er een moderne danschoreografie door Isabelle Beernaert en een hiphopchoreografie door Dan Karaty. Alle dansers zouden beoordeeld worden door Dan Karaty en Isabelle Beernaert. Slechts vijftig dansers konden door naar de tweede auditieronde.
De vijftig dansers die goedgekeurd waren door Karaty mochten dezelfde of een andere choreografie doen voor de vijf choreografen. De choreografen moesten meteen na de auditie bepalen of zij de danser in z'n of haar dancecrew wou hebben. Wanneer twee of meer choreografen een danser wou hebben, mocht de danser zelf bepalen bij wie de danser in het team wou. Elk team mocht maar vijf dansers hebben en ieder choreograaf mocht ook twee dansers 'on hold' zetten. Dat wil zeggen wanneer een choreograaf maar vier dansers vond, kon de persoon die 'on hold' is gezet het team alsnog aanvullen.
Dit seizoen werd expliciet aangegeven dat de danscrews uit drie jongens en twee meisjes of twee jongens en drie meisjes moesten bestaan.

## Dance Camp
Elk team die vijf dansers had, was de strijd begonnen. Alle dancecrews werden gezamenlijk in een huis gestopt, waar ze vierentwintig uur per dag konden oefenen en trainen. Daarnaast moesten de choreografen en hun team ook een 'challenge' uitvoeren. Elke winnaar kreeg een prijs, namelijk een eigen crewlid ruilen met dat van een andere team. De dancecrew mocht samen met de choreograaf een eigen choreografie in elkaar zetten. Elke week zou Karaty de choreografieën beoordelen, maar elke week zou hij dit niet alleen doen. Elke week zou er een verrassing zijn bij de beoordeling.
Dan Karaty zou persoonlijk de muziek kiezen, om zo ervoor te zorgen dat elke choreograaf dezelfde voorbereidingstijd heeft en niet dat één choreograaf eerder kon beginnen.

### Teams
| Team | Team    | Choreograaf      |
| ---- | ------- | ---------------- |
|      | Jaakko  | Jaakko Toivonen  |
|      | Michel  | Michel Froget    |
|      | Min Hee | Min Hee Bervoets |
|      | Thom    | Thom Stuart      |
|      | Vincent | Vincent Vianen   |

### Dansers
| Danser   | Team    | Team    | Team    | Team    | Team    | Team    | Stijl  | Stijl      | Stijl   | Stijl | Stijl | Stijl  | Stijl   |
| Danser   | Ronde 1 | Ronde 2 | Ronde 2 | Ronde 3 | Ronde 4 | Ronde 5 | Ballet | Breakdance | Hip Hop | Jazz  | Latin | Modern | Popping |
| -------- | ------- | ------- | ------- | ------- | ------- | ------- | ------ | ---------- | ------- | ----- | ----- | ------ | ------- |
| Alannah  | Vincent | Vincent |         |         |         |         |        |            | ✔       |       |       |        |         |
| Angela   | Min Hee | Min Hee | Min Hee | Min Hee | Min Hee | Min Hee |        |            |         |       |       | ✔      |         |
| Anneke   | Vincent | Vincent | Vincent | Vincent | Vincent | Vincent |        |            |         |       |       | ✔      |         |
| Denden   | Vincent | Vincent | Vincent | Vincent | Vincent | Thom    |        | ✔          |         |       |       |        |         |
| Fabienne | Thom    | Thom    | Thom    | Thom    | Thom    | Thom    | ✔      |            |         |       |       |        |         |
| Farid    | Michel  | Michel  | Michel  | Michel  | Michel  | Michel  |        |            | ✔       |       |       |        |         |
| Gil      | Jaakko  | Jaakko  | Jaakko  | Jaakko  | Jaakko  | Jaakko  |        |            | ✔       |       |       |        |         |
| Herrold  | Vincent | Vincent | Vincent | Vincent | Vincent | Vincent |        |            |         |       |       |        | ✔       |
| Jason    | Michel  | Michel  | Michel  | Michel  | Michel  | Michel  |        |            | ✔       |       |       |        |         |
| Jens     | Min Hee | Min Hee | Min Hee | Min Hee | Min Hee | Min Hee |        |            | ✔       |       |       |        |         |
| Kalila   | Michel  | Michel  | Michel  | Michel  | Michel  | Michel  |        |            | ✔       |       |       |        |         |
| Lieke    |         |         | V       | Min Hee | Vincent | Vincent |        |            |         | ✔     |       |        |         |
| Lizzy    | Michel  | Michel  | Michel  | Michel  | Michel  | Michel  |        |            |         |       |       | ✔      |         |
| Morgane  | Jaakko  | Jaakko  | Jaakko  | Jaakko  | Jaakko  | Jaakko  |        |            |         | ✔     |       |        |         |
| Nicky    | Min Hee | Min Hee | Min Hee | Min Hee | Min Hee | Min Hee |        |            |         |       | ✔     |        |         |
| Niki     | Jaakko  | Jaakko  | Jaakko  | Jaakko  | Jaakko  | Jaakko  |        |            |         | ✔     |       |        |         |
| Raoul    | Thom    | Thom    | Thom    | Thom    | Thom    | Vincent |        |            | ✔       |       |       |        |         |
| Redouan  | Jaakko  | Jaakko  | Jaakko  | Jaakko  | Jaakko  | Jaakko  |        |            | ✔       |       |       |        |         |
| Robin    | Jaakko  | Jaakko  | Jaakko  | Jaakko  | Jaakko  | Jaakko  |        |            | ✔       |       |       |        |         |
| Rory     | Min Hee | Min Hee | Min Hee | Min Hee | Min Hee | Min Hee |        | ✔          |         |       |       |        |         |
| Saartje  | Min Hee | Min Hee | Min Hee | Vincent | Min Hee | Min Hee |        |            | ✔       |       |       |        |         |
| Sarah    | Vincent | Vincent | Vincent | Vincent | Vincent | Vincent |        |            |         | ✔     |       |        |         |
| Shanti   | Michel  | Michel  | Michel  | Michel  | Michel  | Michel  |        |            |         |       |       | ✔      |         |
| Spikey   | Thom    | Thom    | Thom    | Thom    | Thom    | Thom    |        |            | ✔       |       |       |        |         |
| Soetkin  | Thom    | Thom    | Thom    | Thom    | Thom    | Thom    | ✔      |            |         |       |       |        |         |
| Youri    | Thom    | Thom    | Thom    | Thom    | Thom    | Thom    | ✔      |            |         |       |       |        |         |

### Ronde 1
- Challenge: Eigen stijl
- Winnaar: Team Min Hee
- Beoordeling: De vijf choreografen moesten elkaar beoordelen.

| Volgorde | Team | Team    | Stijl   | Muziek                                                  |
| -------- | ---- | ------- | ------- | ------------------------------------------------------- |
| 1        |      | Jaakko  | Latin   | Danza Kuduro - Worldwide Remix – Don Omar feat. Pitbull |
| 2        |      | Vincent | Hip Hop | Take Care – Drake feat. Rihanna                         |
| 3        |      | Thom    | Ballet  | Children – Escala                                       |
| 4        |      | Min Hee | Modern  | Breathe Me – Sia                                        |
| 5        |      | Michel  | Jazz    | Cry Me a River – Michael Bublé                          |

- Switch Team Min Hee: coach Min Hee wilde niemand switchen uit haar team.

### Ronde 2
- Challenge:
  - Team Thom: Jazz
  - Team Vincent: Modern
  - Team Min Hee: Latin
  - Team Jaakko: Ballet
  - Team Michel: Hip Hop
- Winnaar: Team Vincent
- Beoordeling: De vijf choreografen moesten elkaar beoordelen, maar dan van hun eigen stijl.

| Volgorde | Team | Team    | Stijl   | Muziek                                |
| -------- | ---- | ------- | ------- | ------------------------------------- |
| 1        |      | Thom    | Jazz    | Time After Time – Javier Colon        |
| 2        |      | Min Hee | Latin   | Hay Amores – Shakira                  |
| 3        |      | Michel  | Hip Hop | Good Feeling – Flo Rida               |
| 4        |      | Jaakko  | Ballet  | Piano Concerte Andante no 21 – Mozart |
| 5        |      | Vincent | Modern  | Wise Up – Aimee Mann                  |

- Switch Team Vincent: Lieke voor Saartje (Team Min Hee).

### Ronde 3
- Challenge: Eigen stijl en choreografie, maar met dezelfde muziek.
- Winnaar: Team Min Hee
- Beoordeling: De vijf choreografen werden beoordeeld door Dan Karaty en Waylon.

| Volgorde | Team | Team    | Stijl | Muziek           |
| -------- | ---- | ------- | ----- | ---------------- |
| 1        |      | Vincent |       | Lose It – Waylon |
| 2        |      | Jaakko  |       | Lose It – Waylon |
| 3        |      | Thom    |       | Lose It – Waylon |
| 4        |      | Min Hee |       | Lose It – Waylon |
| 5        |      | Michel  |       | Lose It – Waylon |

- Switch Team Min Hee: Lieke voor Saartje (Team Vincent).

### Ronde 4
- Challenge: Een eigen dans maken voor Peugeot 208. Met in eigen stijl en zelfgekozen muziek en locatie.
- Winnaar: Team Thom
- Beoordeling: De vijf choreografen werden beoordeeld door een personeelslid van Peugeot.

| Volgorde | Team | Team    | Muziek                                                              | Locatie                           |
| 1        |      | Jaakko  | In the Hall of the Mountain King – Peer Gynt Suite no. 1, op. 46 IV | Het Museum Boijmans Van Beuningen |
| 2        |      | Vincent | Devastating Stereo – JabbaWockeeZ                                   | In een skatebaan                  |
| 3        |      | Michel  | History Repeating – Propellerheads feat. Shirley Bassey             | In het Kunsthal Rotterdam         |
| 4        |      | Min Hee | Amanida Castellana – Slagerij van Kampen                            | In De Maassilo in Maashaven       |
| 5        |      | Thom    | (Kraftwerk) Robots – Balanescu Quartet                              | Achter de Erasmusbrug             |

- Switch Team Thom: Raoul voor Denden (Team Vincent).

## Eliminatielijst
| Plek | Team | Team    | Dance Camp | Dance Camp | Dance Camp | Dance Camp | Liveshows | Liveshows      | Liveshows      | Liveshows      |
| Plek | Team | Team    | Ronde 1    | Ronde 2    | Ronde 3    | Ronde 4    | 1         | 2              | 3              | Finale         |
| ---- | ---- | ------- | ---------- | ---------- | ---------- | ---------- | --------- | -------------- | -------------- | -------------- |
| 1    |      | Vincent |            | winnaar    |            |            | veilig    | veilig         | veilig         | winnaar        |
| 2    |      | Thom    |            |            |            | winnaar    | FB        | veilig         | FB             | runner-up      |
| 3    |      | Min Hee | winnaar    |            | winnaar    |            | veilig    | FB             | FB             | (geëlim.)      |
| 4    |      | Michel  |            |            |            |            | veilig    | FB             | (geëlimineerd) | (geëlimineerd) |
| 5    |      | Jaakko  |            |            |            |            | FB        | (geëlimineerd) | (geëlimineerd) | (geëlimineerd) |

| veilig | Final Battle | geëlimineerd | runner-up | winnaar |

## Liveshows

### Liveshow 1
- Opening:
  - Groepschoreografie: Non, je ne regrette rien – Édith Piaf (choreografie: Isabelle Beernaert)

| Volgorde | Team | Team    | Stijl   | Muziek                                            |
| -------- | ---- | ------- | ------- | ------------------------------------------------- |
| 1        |      | Vincent | Hip Hop | First of the Year (Equinox) – Skrillex            |
| 2        |      | Jaakko  | Latin   | I Don't Wanna Hurt – Anouk                        |
| 3        |      | Michel  | Jazz    | Somebody That I Used to Know – Gotye feat. Kimbra |
| 4        |      | Min Hee | Modern  | Redemption Song – Bob Marley                      |
| 5        |      | Thom    | Ballet  | Carmen Suite No. 2 Habanera – Samuel Friedmann    |

| Volgorde | Team | Team    | Stijl   | Muziek                     |
| -------- | ---- | ------- | ------- | -------------------------- |
| 1        |      | Jaakko  | Modern  | This Time – John Legend    |
| 2        |      | Michel  | Latin   | Zorongo – Paco Peña        |
| 3        |      | Vincent | Ballet  | Für Elise – Beethoven      |
| 4        |      | Thom    | Hip Hop | Wild Ones – Flo Rida & Sia |
| 5        |      | Min Hee | Jazz    | Moondance – Michael Bublé  |

- Final Battle:
  - Team Jaakko
  - Team Thom
    - Muziek: Resurrection – Michael Calfan
- Winnaar: Team Thom

### Liveshow 2
- Opening:
  - Groepschoreografie: The Fifth – David Garrett (choreografie: Rinus Sprong)

| Volgorde | Team | Team    | Stijl   | Muziek                                     |
| -------- | ---- | ------- | ------- | ------------------------------------------ |
| 1        |      | Michel  | Jazz    | The Way You Make Me Feel – Michael Jackson |
| 2        |      | Min Hee | Modern  | People Help the People – Birdy             |
| 3        |      | Vincent | Hip Hop | I Gotta Feeling – The Black Eyed Peas      |
| 4        |      | Thom    | Ballet  | Air on a G String – Libera                 |

| Volgorde | Team | Team    | Stijl   | Muziek                                  |
| -------- | ---- | ------- | ------- | --------------------------------------- |
| 1        |      | Min Hee | Hip Hop | Hot Right Now – DJ Fresh feat. Rita Ora |
| 2        |      | Thom    | Latin   | Malagueña – Brian Setzer                |
| 3        |      | Michel  | Modern  | I Won't Give Up – Jason Mraz            |
| 4        |      | Vincent | Jazz    | My Baby Just Cares for Me – Nina Simone |

- Final Battle:
  - Team Michel
  - Team Min Hee
    - Muziek: Resurrection – Michael Calfan
- Winnaar: Team Min Hee

### Liveshow 3 (halve finale)
- Opening:
  - Groepschoreografie: Turn Up the Music – Chris Brown (choreografie: Roy Julen)

| Volgorde | Team | Team    | Stijl   | Muziek                          |
| -------- | ---- | ------- | ------- | ------------------------------- |
| 1        |      | Thom    | Ballet  | Requiem Dies Irae – W.A. Mozart |
| 2        |      | Min Hee | Modern  | I Follow Rivers – Triggerfinger |
| 3        |      | Vincent | Hip Hop | E.T. – Katy Perry               |

| Volgorde | Team | Team    | Stijl  | Muziek                                 |
| -------- | ---- | ------- | ------ | -------------------------------------- |
| 1        |      | Thom    | Modern | Somewhere Only We Know – Keane         |
| 2        |      | Min Hee | Ballet | Comptien d'un autre ete – Yann Tiersen |
| 3        |      | Vincent | Latin  | Historia de un amor – Laura Fygi       |

- Final Battle:
  - Team Min Hee
  - Team Thom
    - Muziek: Resurrection – Michael Calfan
- Winnaar: Team Thom

### Liveshow 4 (finale)
- Opening:
  - Groepschoreografie: Earthquake – Labrinth feat. Tinie Tempah (Met ook een gastoptreden van een Engelse zanger Labrinth) (choreografie: Dan Karaty)

| Volgorde | Team | Team    | Stijl   | Muziek                               |
| -------- | ---- | ------- | ------- | ------------------------------------ |
| 1        |      | Vincent | Modern  | Hometown Glory – Adele               |
| 2        |      | Thom    | Hip Hop | Cinema – Benny Benassi feat. Gary Go |

| Volgorde | Team | Team    | Stijl  | Muziek                                                   |
| -------- | ---- | ------- | ------ | -------------------------------------------------------- |
| 1        |      | Vincent | Ballet | Canon in D – Johann Pachelbel                            |
| 2        |      | Thom    | Jazz   | Dedication to My Ex (Miss That) – Lloyd feat. André 3000 |

| Volgorde | Team | Team    | Stijl   | Muziek                             |
| -------- | ---- | ------- | ------- | ---------------------------------- |
| 1        |      | Vincent | Hip Hop | Titanium – David Guetta feat. Sia  |
| 2        |      | Thom    | Ballet  | Sarabande – Georg Friedrich Händel |

- Final Battle:
  - Team Vincent
  - Team Thom
    - Muziek: Resurrection – Michael Calfan
- Winnaar: Team Vincent

## Kijkcijfers
| Aflevering   | Datum         | Kijkcijfers | Marktaandeel | Plek |
| ------------ | ------------- | ----------- | ------------ | ---- |
| Aflevering 1 | 4 maart 2012  | 452.000     | 5,6          | -    |
| Aflevering 2 | 11 maart 2012 | 419.000     | 5,7          | -    |
| Aflevering 3 | 18 maart 2012 | 424.000     | 5,5          | -    |
| Aflevering 4 | 25 maart 2012 | 405.000     | 5,6          | -    |
| Aflevering 5 | 1 april 2012  | 450.000     | 6,0          | -    |
| Aflevering 6 | 8 april 2012  | 344.000     | 5,1          | -    |
| Liveshow 1   | 15 april 2012 | 512.000     | 7,2          | 24   |
| Liveshow 2   | 22 april 2012 | 494.000     | 6,8          | -    |
| Liveshow 3   | 29 april 2012 | 300.000     | 4,7          | -    |
| Liveshow 4   | 6 mei 2012    | 487.000     | 6,7          | 17   |